# 마일스 플럼리

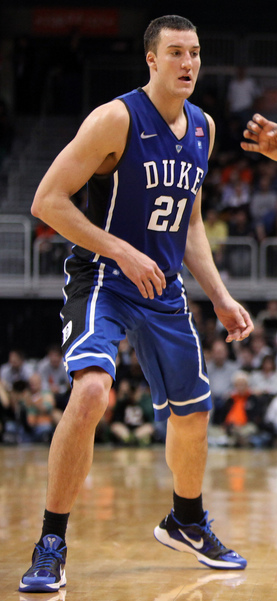

마일스 플럼리(Miles Plumlee, 1988년 9월 1일 ~ )은 미국의 농구 선수이자 미국 프로 농구 밀워키 벅스 선수이다.